# Umberto Locati
Umberto Locati (Castel San Giovanni, 4 de marzo de 1503 - Piacenza, 17 de octubre de 1587) fue obispo de Bagnoregio (1568-1581).
Entró a la Orden de Predicadores en 1520 y en 1560 fue nombrado inquisidor de Plasencia (Italia).
El 5 de abril de 1568 fue nombrado durante el papado de Pío V como Obispo de Bagnoregio. El 25 de abril de 1568 fue consagrado obispo por Escipión Rebiba, como cardenal-sacerdote de Sant'Angelo en Pescheria.  
Se desempeñó como Obispo de Bagnoregio hasta su dimisión en 1581 y murió el 17 de octubre de 1587.